# 谢剑平
谢剑平（1959年8月11日—），江苏常州人，中国烟草化学专家，中国工程院院士。1985年于中华人民共和国轻工业部烟草工业科学研究所硕士毕业。任中国烟草总公司郑州烟草研究院研究员，中国国家科学技术奖励委员会轻工组评委，国际烟草科研合作中心（CORESTA）理事会中国代表。曾任国际标准化组织烟草与烟草制品委员会（ISO/TC126）中国代表，中国烟草学会副理事长。《烟草科技》主编，《中国烟草学报》编委。

## 生平

### 研究经历
1982年大学本科毕业于南京师范学院；1985年谢剑平师从朱尊权毕业于中国轻工业部科学研究院烟草工业科学研究所，获工学硕士学位；1992年开始享受中国国务院政府特殊津贴。谢剑平长期从事烟草化学、烟草香料和卷烟降焦减害的应用研究工作。他参与了中国863计划、国家自然科学基金委员会和国家烟草专卖局资助的科研项目20多项；获得国家科技进步二等奖3项；获得授权专利42项；参与制定烟草行业标准11项。主编《Toxicological Assessment of 1,3-Butadiene and Crotonaldehyde》等著作10本。在《J. Chromatography A》等学术期刊发表论文80余篇。

### 当选中国工程院院士
2011年中国工程院院士增选中，谢剑平当选环境与轻纺工程学部的新增院士。12月8日上午，中国工程院公布2011年当选院士名单，中国网民刘志峰质疑谢剑平的研究是“研究更高效杀人”，随即引发社会舆论广泛关注，被媒体称为“烟草院士”。该网民指卷烟“降焦减害”等方式是在降低公众对健康危害的防范，无法起到降低烟草危害的效果，并认为该研究以烟草局为资金来源，不可能达到禁烟的目的。报道称谢的研究方向是探索有中国特色的卷烟“减害降焦”法，并引入中草药，选择性降低烟气有害成分，研制开发“神农萃取液”。对此中国疾病预防控制中心副主任杨功焕称降焦是个伪命题，根本不能减害，并表示研究已证明任何降焦、添加剂都无法让卷烟“减害”。中国著名科普作家方舟子称所谓中草药减害反而更加有害，并列举《世界卫生组织烟草控制框架公约》条文称“烟草制品使用‘低焦油’等词语属于虚假、误导、欺骗。吸极低焦油、低焦油卷烟患肺癌死亡的风险和吸中度焦油卷烟一样”。
就相关质疑，中国工程院副院长旭日干表示其自身对相关背景专业知识不了解，但认为学术上的不同观点是正常的。对于谢剑平当选，他认为选举经过众多院士投票，“总是有道理的”。为谢剑平投赞成票的中国工程院院士魏复盛认为谢剑平的“降焦减害”研究对控烟作用很大，其研究成果被认可，并已经推广。此外他认为烟草税收对国家建设有重要作用，“国家还是需要烟草行业的，控烟是个逐步的过程，‘降焦减害’是解决吸烟问题一个必经的阶段”。中国医学科学院肿瘤研究所的陆士新院士主张目前控制烟草对人类的危害，应走降低香烟中有害物质含量的方向。中国工程院院士朱尊权也表达相似观点：谢剑平是在卷烟“减害”研究上取得了重大突破。
2012年，谢剑平未在6月举行的中国工程院院士大会中当场接过证书。期间103名院士联名上书工程院，要求取消其院士资格，这在两院历史上实属首次。至2013年初，中国控制吸烟协会已六次致函中国工程院，要求撤销谢剑平的院士称号，均未得到正面回复。
2013年2月旭日干介绍称，此后中国工程院院士增选不再受理烟草科技领域的候选人提名或推荐，院士增选工作实施办法修订后删除了“烟草科学与工程”学科。旭日干也表示，谢剑平的当选符合程序，对其处理也要严格按照中国工程院章程规定，因此其评审资格尚无法撤销。

## 代表著作

### 论文
- Jianping XIE et al. Some Studies on the Water-soluble Browning Polymers Derived from the L-alanine and D-glucose. Smoke and Technology Joint Meeting of CORESTA(1995)
- Peng LI, Ming WU, Jianping XIE. Comparative Studies on the Basic Compounds of Burley Tobacco during Rousting. Bettage Zur Tabkforschung International. Vol. 20, No.7:459-466 (2003)
- Shihao SUN, Zhihong CHENG, Jianping XIE. Identification of Volatile Basic Components in Tobacco by Headspace Liquid-phase Microextraction Coupled to matrix-assisted Laser Desorption/Ionization with Fourier Transform Mass Spectrometry. Rapid Communication in Mass Spectrometry. Vol. 19:1025-1030(2005)

### 专著
- 黄嘉礽、谢剑平等. 卷烟工艺. 北京出版社,2000.
- 谢剑平. Toxicological Assessment of 1,3-Butadiene and Crotonaldehyde. 美国:LAMBERT Academic Publishing, 2010
- 谢剑平. 卷烟危害性评价原理与方法. 化学工业出版社,2009
- 谢剑平. 烟草与烟气化学成分. 化学工业出版社,2010
- 谢剑平. 烟草香料技术原理与应用. 化学工业出版社,2008
- 谢剑平. 2009-2010烟草科学与技术学科发展报告. 中国科学技术出版社,2010
- 谢剑平. 烟草香原料. 化学工业出版社,2009
- 谢剑平. 中国烟草种植区划. 科学出版社,2010
- 谢剑平. 中国烟草种植区划图册. 西安地图出版社,2009